# Саранъёль
Саранъёль (устар. Саран-Иоль) — река в Приуральском районе Ямало-Ненецкого АО. Устье реки находится на 3-м км левого берега реки Евлычъёган. Длина реки составляет 11 км.

## Данные водного реестра
По данным государственного водного реестра России относится к Нижнеобскому бассейновому округу, водохозяйственный участок реки — Обь от впадения реки Северная Сосьва до города Салехард, речной подбассейн реки — бассейны притоков Оби ниже впадения Северной Сосьвы. Речной бассейн реки — (Нижняя) Обь от впадения Иртыша.